# Ashley Hinson
Pour les articles homonymes, voir Hinson.
Ashley Hinson, née le 27 juin 1983 à Des Moines (Iowa), est une femme politique et journaliste américaine. 
Membre du Parti républicain, elle remporte le siège à la Chambre des représentants des États-Unis du 1er district congressionnel de l'Iowa lors des élections de 2020. Elle entre auparavant à la Chambre des représentants de l'Iowa pour le 67e district en 2017.
Aux élections de 2022, à la suite du redécoupage de la carte électorale, elle est réélue dans le 2e district congressionnel de l'Iowa.

## Biographie

### Jeunesse et éducation
Originaire de Des Moines, Hinson est diplômée de la Valley High School de West Des Moines et de l'université de Californie du Sud, où elle étudie le journalisme audiovisuel.
Hinson commence sa carrière en tant que présentatrice pour KCRG-TV.

### Carrière politique

#### Chambre des représentants de l'Iowa
En 2016, Hinson décide de se présenter pour le 67e district de l'Iowa, basé dans le comté de Linn. Elle bat le démocrate Mark Seidl 62,5 % à 37,5 %. Ce quartier de la banlieue de Cedar Rapids est politiquement fluctuant. La candidate démocrate à la présidentielle de 2016, Hillary Clinton, remporte le district pour seulement deux points de pourcentage.
En 2018, Hinson fait face à un scrutin compétitif dans un contexte national favorable aux démocrates, impliquant des publicités télévisées, contre l'enseignant Eric Gjerde. Elle gagne avec 52 % des voix contre 48 %.

#### Chambre des représentants des États-Unis
Le 13 mai 2019, Hinson remplit les formulaires pour se présenter contre la titulaire démocrate Abby Finkenauer dans le 1er district congressionnel de l'Iowa.
Le district, qui comprend 20 comtés, est renversé lors des élections de 2018. Hinson est annoncée comme candidate par le National Republican Congressional Committee et soutenue par la gouverneur de l'Iowa Kim Reynolds et le lieutenant-gouverneur Adam Gregg (en). Le 2 juin 2020, elle remporte la primaire républicaine avant de battre la sortante Finkenauer aux élections de novembre, par 51,2 % contre 48,7 %. Hinson et Mariannette Miller-Meeks deviennent les premières femmes républicaines élues à la Chambre des représentants des États-Unis en Iowa.